# نام لي (لاعب بوكر)
نام لي (بالإنجليزية: Nam Le)‏ هو لاعب بوكر أمريكي، ولد في 10 سبتمبر 1980 في إرفاين في الولايات المتحدة.